# Rebstein
Rebstein es una comuna suiza del cantón de San Galo, ubicada en el distrito de Rheintal. Limita al norte con la comuna de Reute (AR), al este con Balgach, al sur con Oberriet, y al oeste con Marbach.

## Transportes
Ferrocarril
Cuenta con una estación ferroviaria en la que efectúan parada trenes de cercanías pertenecientes a la red S-Bahn San Galo.